# 힌든 월치
하이디 힌든 월치(영어: Heidi Hynden Walch, 1971년 2월 1일~)는 미국의 배우이자 성우이다. 《어드벤처 타임》에서 버블검 공주 역을, 《틴 타이탄》에서 스타파이어 역을 맡은 것으로 유명하다.

## 출연 작품
- 사랑의 블랙홀 - 데비 역
- 틴 타이탄 고! 투 더 무비 - 스타파이어 역 (애니메이션)